# عيسى كابوري
عيسى كابوري (بالفرنسية: Issa Kaboré)‏ (مواليد 12 مايو 2001) هو لاعب كرة قدم من بوركينا فاسو يلعب في مركز الظهير الأيمن في نادي كيه في ميخيلين على سبيل الإعارة.

## روابط خارجية
- عيسى كابوري على موقع الاتحاد الأوربي (الإنجليزية)
- عيسى كابوري على موقع إي إس بي إن إف سي (الإنجليزية)
- عيسى كابوري على موقع قاعدة بيانات كرة القدم.إي يو (الإنجليزية)
- عيسى كابوري على موقع ليكيب (الفرنسية)
- عيسى كابوري على موقع ناشيونال فوتبول تيمز (الإنجليزية)
- عيسى كابوري على موقع Soccerbase.com (لاعب) (الإنجليزية)
- عيسى كابوري على موقع Soccerway.com (الإنجليزية)
- عيسى كابوري على موقع عالم كرة القدم.نت (الإنجليزية)